# Terribly Happy
Terribly Happy (Originaltitel: Frygtelig lykkelig) ist ein dänischer Kino-Thriller aus dem Jahr 2008. Die preisgekrönte Arbeit von Regisseur Henrik Ruben Genz beruht auf dem gleichnamigen Roman von Erling Jepsen (2004), in Deutschland erschienen als Dreck am Stecken (Heyne, 2006) und Fürchterlich glücklich (Suhrkamp, 2010).

## Handlung
Ein Polizist aus Kopenhagen wird in ein Provinzdorf im Süden Jütlands versetzt. Nach und nach lässt er sich in die eigenartigen Geschehnisse dort verstricken.

## Auszeichnungen
Terribly Happy gewann 2008 den Kristallglobus auf dem Filmfest in Karlsbad, erhielt 2009 den dänischen Filmpreis Robert und den dänischen Filmpreis Bodil jeweils in mehreren Kategorien und war zudem der dänische Beitrag für die Kategorie Bester fremdsprachiger Film bei der Oscar-Verleihung 2010.

## Kritik
Auf der-film-noir.de heißt es: „Lakonisch hart und im Handlungsverlauf voller Überraschungen zeigt sich solcher Neo Noir als gelungene Gratwanderung schwarzen Humors im Verbund mit einem an der Grenze des Horrors angesiedelten, schockierenden Drama. […] Mit der schleichenden Dehumanisierung unterm Einfluss der Verhältnisse weit abseits von Kopenhagen, welcher der Protagonist anheim fällt, lässt die Filmerzählung ihn und uns am Ende nicht davonkommen, so lässt es sich zumindest interpretieren. Zugleich macht Henrik Ruben Genz kein Zugeständnis an die Wohlfühldoktrin des Mainstreamkinos, womit sich die auch nach Jahren positive Resonanz auf den Film erklärt.“